# George Romanes
George John Romanes, född 20 maj 1848 i Kingston, Ontario, död 23 maj 1894 i Oxford, var en kanadensisk-brittisk biolog, psykolog och filosof. 
Romanes, som var professor i Oxford, var i sina allmänna filosofiska åsikter påverkad av William Kingdon Clifford och betraktade världen som bestående av en "andlig materia" (mindstuff). Allt i världsförloppet bildar en enda orsakskedja, inom vilken varje länk har såväl en andlig som en kroppslig sida. Liksom det finns ett själsliv, även där det inte uppbärs av någon hjärna eller nervsystem, är det sannolikt, att det ges ett själsliv, lika upphöjt över vårt eget, som makrokosmos står över mikrokosmos. Bäraren därav, som han kallade "world-eject", tänkte sig Romanes ej som en person, då han ansåg att personlighet förutsätter begränsning.
I sitt under signaturen "Physicus" utgivna arbete A Candid Examination of Theism (1878) förnekade Ramones därför tron på en personlig Gud, men såsom framgick av hans postuma arbete Thoughts on Religion (1896) återvände han sedan till kristna föreställningar. Evolutionsläran enligt selektionsteorin utvecklade han i The Scientific Evidence of Organic Evolution (1882), Darwin's Work in Zoology and Psychology (1882) och Darwin and After Darwin (1892–97), varjämte han bidrog till den moderna ärftlighetsläran genom An Examination of Weismannism (1894). Men sin största betydelse har han genom det sätt varpå han tillämpade evolutionsläran på den jämförande psykologin i Mental Evolution (1878), Animal Intelligence (1882), Mental Evolution in Animals (1883) och Mental Evolution in Man (1888). Hans Essays utkom 1897.

### Fotnoter
1. 1 2  SNAC, SNAC Ark-ID: w632007k, läs online, läst: 9 oktober 2017.[källa från Wikidata]
2. ↑  Gemeinsame Normdatei, läst: 18 december 2014.[källa från Wikidata]
3. ↑  Colin Matthew (red.), Oxford Dictionary of National Biography, Oxford University Press, 2004.[källa från Wikidata]

### Allmänna källor
- Romanes, George John i Nordisk familjebok (andra upplagan, 1916)